# Теория поиска
Теория поиска (англ. Search theory) — теория, определяющая оптимальный поиск наименьшей цены в условиях ценовой дисперсии, изучающая покупателей и продавцов до совершения сделки в микроэкономике. Теория поиска применяется для анализа решений покупок в теории потребления и при анализе фрикционной безработицы в экономике труда. Теория поиска впервые была предложена в 1961 году Джорджем Стиглером.

## Теория поиска в потребительском выборе

### История создания
Джордж Стиглер в своей статье «Экономическая теория информации» за 1961 год впервые предложил использовать теорию поиска, в которой утверждал, что потребитель должен искать товар с наиболее низкой ценой до тех пор пока издержки длительности или интенсивности такого поиска не превысят размера ожидаемой экономии от покупки по более низкой цене. Данный подход стал использоваться в различных областях: в изучении поведения потребителей, при поиске работы и в создании запасов. Затем были работы Майкла Ротшильда «Поиск низкой цены, когда дисперсия цен неизвестна» за 1973 год, Липпмана и Макколла «Экономика поиска работы» за 1976 год и Саджента «Динамическая макроэкономическая теория» за 1987 год.

### Определение
Теория поиска — это оптимальный поиск наименьшей цены в условиях разброса цен, анализ проблемы потребительского выбора в условиях поиска.

### Модель поиска
Цены на идентичные товары в разных магазинах различны, существует так называемая ценовая дисперсия, хотя на рынке присутствуют рациональные покупатели, стремящиеся приобретать товар по наименьшей цене. Причина возникновения ценовой дисперсии связана с издержками получения информации о ценах у покупателей. Покупатели должны потратить определённое количество средств на поиск, поэтому покупатели всегда проводят сравнения своих затрат на поиск самого дешевого товара и от выигрыша в цене от покупки самого дешевого товара. Покупатели, у которых издержки на поиск высоки, воздерживаются от поиска.
В модели поиска имеются ряд допущений:
- покупатель знает, каким образом распределены цены (знает, сколько вариантов цен на рынке), но не знает, к какому типу принадлежит каждый отдельный магазин (не знает, какая цена установлена в данном магазине). На рынке существует {\displaystyle n} — вариантов цен, с ценами на товар {\displaystyle p=1,2,3,...,n};
- покупатель осуществляет последовательный поиск. Последовательный поиск — это, когда покупатель, заходя в магазин, видит цену {\displaystyle p}, приобретает или продолжает поиск наилучшей цены, затратив на это {\displaystyle s} -средств, где {\displaystyle 0<s<(n-1)/2};
- покупатель полагает, что количество магазинов каждого типа неограниченно;
- расходы на каждый последующий поиск не меняются при последовательном поиске магазинов.

Так как распределение не зависит от времени и горизонт бесконечен во времени, то оптимальная стратегия посещений покупателем магазинов сводится к близорукому решающему правилу. Выигрыш от посещения равен ожидаемому снижению цены от этого посещения, а ожидаемое снижение цены при посещении покупателем последующего магазина {\displaystyle v(p)} равно:
{\displaystyle v(p)=(p-1)/n+(p-2)/n+(p-3)/n+...+1/n=(p^{2}-p)/2n}.
Покупатель ведёт стратегию резервирования цены, когда, встретивший товар по цене {\displaystyle p}, продолжит поиск меньшей цены тогда и только тогда, когда ожидаемое снижение цены от одного дополнительного похода в магазин превысит расходы на поиск {\displaystyle v(p)>s}.
Цена {\displaystyle {\bar {p}}} называется ценой резервирования, если она удовлетворяет условию {\displaystyle v({\bar {p}})=s}, и равна:
{\displaystyle {\bar {p}}={\frac {1+{\sqrt {1+8ns}}}{2}}}.
Цена резервирования имеет следующие свойства:
- когда расходы на поиск достаточны малы, покупатель продолжит поиски, пока не найдёт наименьшую цену (при {\displaystyle s} → 0, {\displaystyle {\bar {p}}} → 1);
- рост расходов на поиск подходящей цены ведёт к росту цены резервирования;
- рост количества магазинов, цены на товар в которых велики (то есть с увеличением {\displaystyle n}) ведёт к росту цены резервирования.

Даже если покупатель в его последовательном поиске может вернуться в предыдущий магазин без расходов, он этого никогда не сделает, так как покупатель, не приобретя в предыдущем магазине, столкнулся с {\displaystyle p>{\bar {p}}}, а значит ему не за чем возвращаться.
Ожидаемое количество посещений магазина {\displaystyle \mu } равно единице, делённой на вероятность совершения покупки в первый визит:
{\displaystyle \mu =\sum _{t=1}^{\infty }\sigma ^{t-1}(1-\sigma )t={\frac {1}{1-\sigma }}={\frac {2n}{1+{\sqrt {1+8ns}}}}},
где {\displaystyle t} — номер посещения магазина (число визитов), {\displaystyle \sigma } — вероятность того, что покупатель не купить, зайдя в случайный магазин, {\displaystyle 1-\sigma } — вероятность того, что покупатель купит в первом магазине, так как процесс поиска стационарен (его параметры не меняются со временем).

## Теория поиска на рынке труда

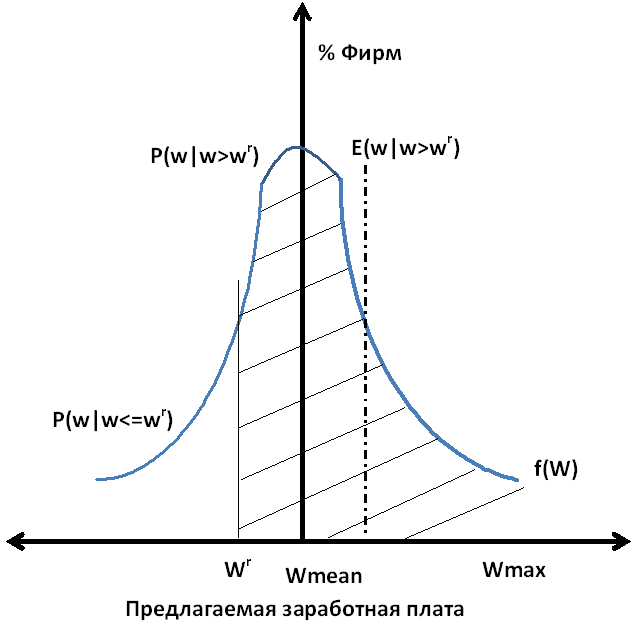
Распределение предлагаемой заработной платы

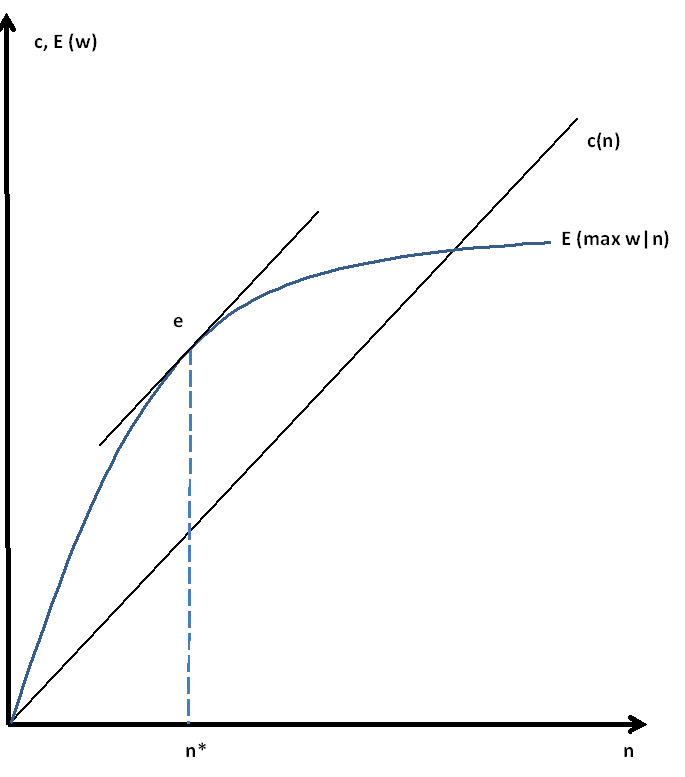
Модель поиска работы с «фиксированной выборкой»

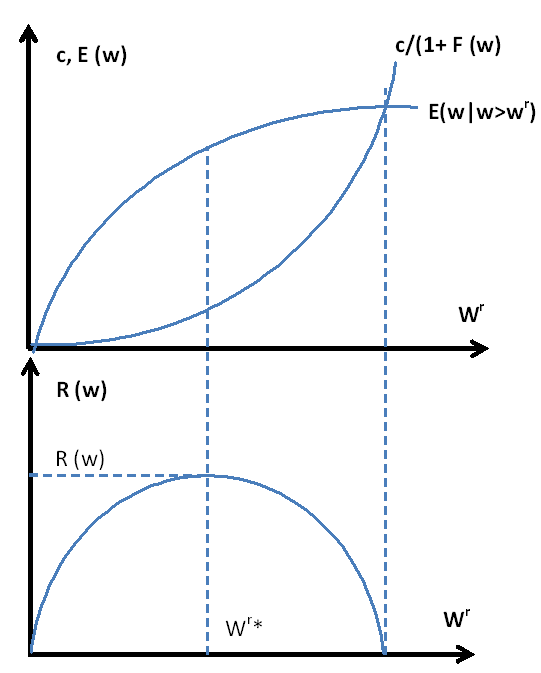
Модель поиска работы с резервной заработной платой

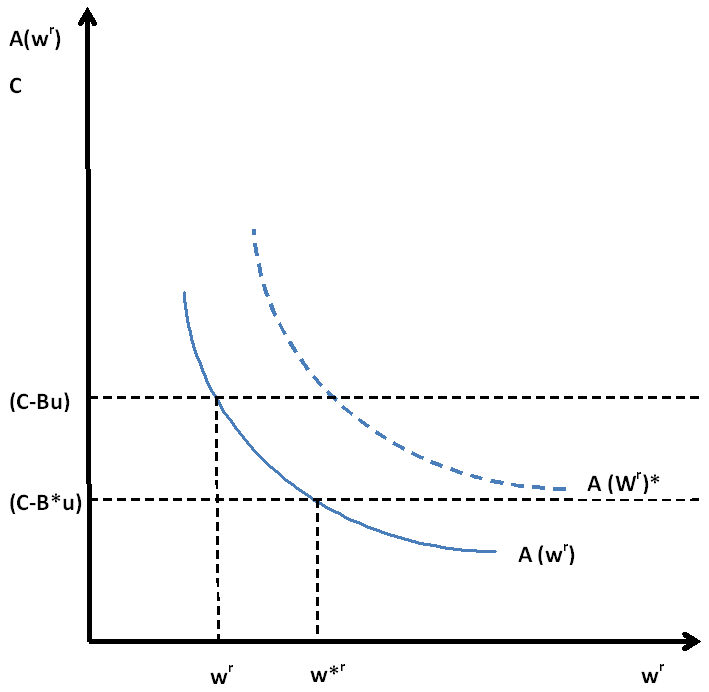
Определение резервной заработной платы

### История создания
Джорж Стиглер впервые предложил экономический анализ проблемы поиска работы в своей статье «Информация на рынке труда» за 1962 год. А Джон Макколл в своей работе за 1968 год предложил динамическую модель поиска работы.

### Определение
Теория поиска на рынке труда (англ. Job search theory) — теория, анализирующая процесс и длительность поиска работы.

### Простая модель поиска работы
В условиях фрикционной безработицы работник занимается процессом поиска работы, тратит время на неё. В то время как информация на рынке труда несовершенна и процесс поиска приемлемой работы занимает время.
Простая модель поиска работы имеет следующие допущения:
- несовершенство информации на рынке труда;
- рабочие места различаются только ставкой заработной платы;
- работнику известно распределение предлагаемой заработной платы, но неизвестно, какая компания какой размер заработной платы предложит;
- работнику, нашедшему вакантное рабочее место, будет предложено это место;
- работник не имеет бюджетного ограничения при поиске работы, он продолжает поиск столько, сколько нужно;
- работнику доступно только одно предложение о вакансии в течение одного периода;
- процесс поиска имеет прямые и альтернативные издержки.

На рисунке Распределение предлагаемой зарплаты указана кривая вероятного распределения предлагаемой заработной платы {\displaystyle f(W)}. Зная, какая фирма предложит максимальную заработную плату {\displaystyle w_{m}ax}, работник мгновенно бы устроился на работу именно в эту компанию. Но при отсутствии такой информации работник будет искать работу, предлагая свой труд компаниям с вакансиями, по принципу случайной выборки, сравнивая предлагаемые уровни заработной платы и выбирая допустимую для него. Имеется два варианта:
- Работник ограничивает поле поиска, выбирая наиболее высокую заработную плату из ограниченного количества предложений рабочих мест[10].
- Работник устанавливает для себя минимально допустимую резервную заработную плату[англ.] {\displaystyle w_{r}}, соглашаясь на предложение равной или большей заработной платы[10].

На рисунке Модель поиска работы с фиксированной выборкой представлен первый вариант с «фиксированной выборкой», когда работник осуществляет непоследовательный поиск, определяя оптимальное количество предложений заработной платы за данный период {\displaystyle n^{*}} и выбирая максимальную заработную плату из предложенных. С увеличением количества компаний {\displaystyle n}, куда обращался работник, растут и издержки на поиск работы {\displaystyle C(n)}, а ожидаемая отдача от поиска имеет вид {\displaystyle E(maxw|n)}. Соотношение предельных издержек и предельных выгод от поиска работы определяет оптимальный размер {\displaystyle n^{*}} выборки для поиска. Оптимальное количество выборки определяется точкой {\displaystyle e} пересечения кривой ожидаемых выгод и линии, параллельной кривой издержек поиска. В выборку попадают те компании, издержки поиска по которым не превышают выгоды, так как с ростом {\displaystyle n} предельная отдача от поиска работы в виде предложений более высокой заработной платы снижается.
На рисунке Модель поиска работы с резервной заработной платой представлен второй вариант, основанном на концепции резервной заработной платы, где работник осуществляет последовательный поиск до момента, пока не встретит предложение, превышающее минимально приемлемую резервную заработную плату {\displaystyle w^{r}}. Поиск работы определяется той резервной заработной платы, чтобы отдача от поиска {\displaystyle R(w)} (разница между ожидаемой заработной платой {\displaystyle E(w)} и издержками {\displaystyle c}) была максимальной. Издержки поиска работы определяются продолжительностью поиска, зависящей от размера резервной заработной платы. Отдача от поиска рабочего места составит:
{\displaystyle R(w)=E(w|w\geq w^{r}){\frac {C}{p(w^{r})}}},
где {\displaystyle p(w^{r})} — вероятность получения предложения работы с заработной платой {\displaystyle w\geq w^{r}}, {\displaystyle D^{*}={\frac {1}{p(w^{r})}}} — длительность поиска, {\displaystyle CD^{*}} — общие издержки поиска.
Максимизация {\displaystyle R(w)} в зависимости от размера резервной заработной платы также представлена на рисунке Модель поиска работы с резервной заработной платой.
Вероятность получения предложения работы представляется как заштрихованная площадь (общая площадь под кривой распределения равна единице) на рисунке Распределение предлагаемой заработной платы:
{\displaystyle p=\int _{w}^{a}\phi (w)dw}.
Ожидаемая длительность поиска {\displaystyle D^{*}} будет равна:
{\displaystyle D^{*}={\frac {1}{p}}=1/\int _{w}^{a}(w)dw}.
Ожидаемые выгоды от поиска при заданной резервной зарплате {\displaystyle w^{r}} составят:
{\displaystyle E(w|w\geq w^{r})=\int _{w}^{a}\phi (w)wdWD^{*}}.
Тогда резервную заработную плату можно представить как:
{\displaystyle w^{r}=\int _{w}^{a}\phi (w)wdWD^{*}-(C-Bu)D^{*}},
где {\displaystyle Bu} — пособие по безработице.
Таким образом, резервная заработная плата равна издержкам и выгодам от поиска работы при получении работы с заработной платой {\displaystyle w^{r}}. Получаем уравнение, показывающее равенство предельных издержек поиска {\displaystyle C-Bu} ожидаемой предельной отдаче {\displaystyle \int _{w}^{a}(w-w^{r})\phi (w)dw}. Ожидаемая предельная отдача представляет убывающую функцию от резервной заработной платы {\displaystyle Aw^{r}}, а значит предельные издержки будут функцией от резервной заработной платы:
{\displaystyle C-Bu=Aw^{r}}.
Эта зависимость показана на рисунке Определение резервной заработной платы. Рост пособия по безработице от {\displaystyle Bu} до {\displaystyle B^{*}u} увеличивает резервную заработную плату от {\displaystyle w^{r}} до {\displaystyle w^{*r}} и, следовательно, увеличивает длительность поиска. Пособие по безработице снижает чистые издержки поиска и увеличивает оптимальную длительность поиска. Существует критический размер пособия, при котором поиск работы становится невыгодным — работник максимизирует ожидаемый доход в течение жизни, живя на пособие. Когда средняя величина распределения заработной платы работника в поиске увеличивается (из-за профессиональной подготовки), а дисперсия относительно этой средней величины остается неизменной, то кривая {\displaystyle A(w^{r})}, отражающая функцию предельной ожидаемой отдачи, будет сдвигаться вправо до {\displaystyle A(w^{r})^{*}}, увеличивая резервную заработную плату и длительность поиска работы.

### Дальнейшее развитие теории поиска
Американский экономист Дэвид Сэпсфорд считает, что в рамках теории поиска работы правительство должно скорректировать политику по снижению безработицы (с помощью инструмента — реальной величины пособия по безработицы) и увеличить продолжительность поиска работником приемлемой работы. Это позволит увеличить эффективность использования трудовых ресурсов, когда работодатель и работники будут более разборчивы в предложении работы и поступлении на неё, а значит работники будут более соответствовать выполняемой ими работе.